# Ак-Тал (Чеди-Хольский кожуун)
Ак-Тал (тув. Ак-Тал) — село в Чеди-Хольского кожууне Республики Тыва. Административный центр и единственный населённый пункт Хендергинского сумона.

## История
Ак-Тал стоит на исконных землях тувинских родо-племенных групп кезек-сат, кыргыс, долаан, тюлюш и тумат

## География
Село находится у реки Хан-Дырга, притоке реки Элегест (левый приток р. Верхний Енисей) и её протоки Узун-Хову.
К селу административно относятся местечки (населённые пункты без статуса поселения): м. Аргалыкты, м. Баян-Тала, м. Даг-Адаа-1, м. Даг-Адаа-2, м. Дадылыг, м. Инек-Одээ, м. Калбак-Кежиг, м. Кожагарлар, м. Кызыл-Холчук, м. Могой, м. Могой-Бажы, м. Могой-Ортузу, м. Сузугу-1, м. Сузугу-2, м. Узун-Хову, м. Ховужук, м. Чаа-Суг, м. Чеверлиг-Даг, м. Чинге-Арыг, м. Чыраалыг-Ажык.
Уличная сеть
ул. Бегзи-Хуурак, ул. Кечил-оола, ул. Малчын, ул. Мира, ул. Молодежная, ул. Найырал, ул. Октябрьская, ул. Степан Шулуу, ул. Эрик
Географическое положение
Расстояние до:
районного центра Хову-Аксы: 22 км.
столицы республики Кызыл: 94 км.
Ближайшие населённые пункты
Как 20 км, Хову-Аксы 21 км
климат
Ак-тал, как и весь Чеди-Хольский кожуун, приравнен к районам Крайнего Севера.

## Население
| 2002 | 2010 | 2011 | 2012 | 2013  | 2014 | 2015 |
| ---- | ---- | ---- | ---- | ----- | ---- | ---- |
| 1078 | ↘918 | ↘917 | ↘907 | ↗935  | ↗956 | ↘947 |
| 2016 | 2017 | 2018 | 2019 | 2020  | 2021 |      |
| ↗948 | ↗974 | ↗996 | ↗997 | ↗1025 | ↘972 |      |

Национальный состав
Согласно результатам переписи 2002 года, в национальной структуре населения тувинцы составляли 100 %

## Инфраструктура

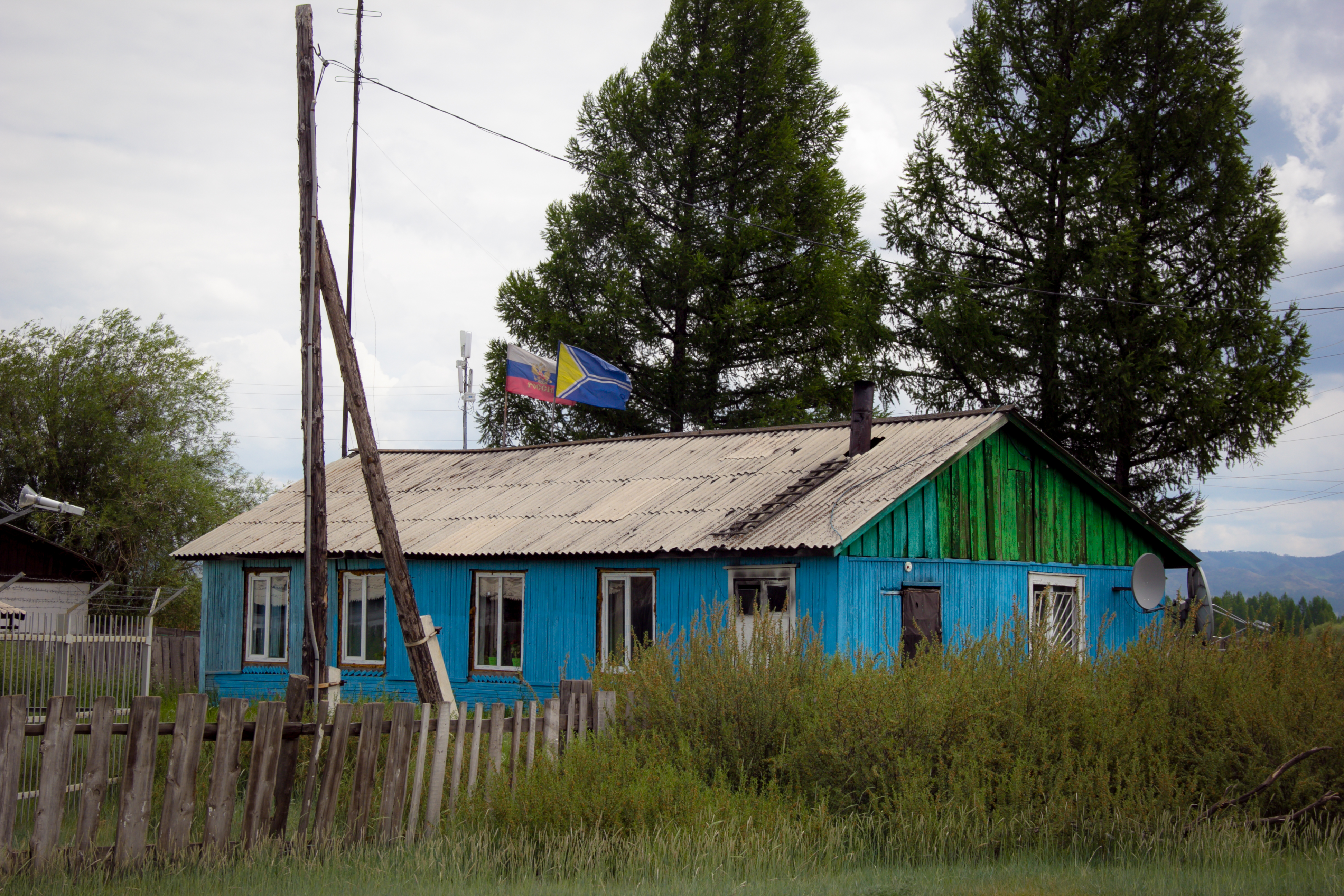
Администрация с. Ак-Тал

отделение почтовой связи села Ак-Тал (ул. Малчын, 13)
образование, спорт
МБОУ СОШ с. Ак-Тал (Ак-Тальская средняя общеобразовательная школа) (ул. Малчын, 40)
МБДОУ детский сад «Артыш» с. Ак-Тал
5 января 2017 в селе Ак-Тал открылся борцовский зал. Его силами местных жителей сделали из заброшенной кочегарки, а Министерство по делам молодежи и спорта Тувы поддержало селян, предоставив маты для занятий.
сельское хозяйство
Разведение овец, коз, лошадей: СХК «КУЙЛУГ-ДАГ»
Разведение крупного рогатого скота: СХК «АМЫРЛАН»
культура
Сельский клуб, требовал ремонта в 2017 году. Официальное название МБУК СДК Сумона Хендергинского сумона имени Б. К. Монгул-оола
административная деятельность
Администрация села Ак-Тал
Администрация Хендергинского сумона

## Транспорт
Проселочная дорога, соединяющей села Ак-Тал и Холчук.